# Яхно, Николай Николаевич
Николай Николаевич Яхно (род. 2 декабря 1944 года, Москва) — российский учёный и врач-невролог. Академик РАН (2013), РАМН (2005, членкор с 1999), доктор медицинских наук, профессор.
Заведующий научно-исследовательским отделом неврологии Научно-исследовательского центра и профессор кафедры нервных болезней и нейрохирургии лечебного факультета Первого МГМУ им. И. М. Сеченова. Главный невролог Минздрава России. Заслуженный деятель науки Российской Федерации (2008).

## Биография
Окончив Первый Московский государственный медицинский университет имени И. М. Сеченова (1967), состоял в аспирантуре АН СССР. Затем работал в ЦНИЛ альма-матер. В 1980 г. защитил докторскую диссертацию по специальности «нервные болезни». С 1985 по 1990 год работал в IV Главном управлении МЗ СССР заведующим клиникой неврологии ЦНИЛ и заведующим неврологическим отделением ЦКБ. С 1991 по 2012 год заведовал кафедрой нервных болезней лечебного факультета Московской медицинской академии им. И. М. Сеченова.
Председатель диссовета по специальностям «нервные болезни и психиатрия» Первого МГМУ им. И. М. Сеченова. Под его руководством защищено более 70 кандидатских и докторских диссертаций.
Главный редактор «Неврологического журнала» со времени его основания, член редсовета журнала «Доктор.Ру».
Председатель Московского общества неврологов, вице-президент Российского общества неврологов, вице-президент Международной ассоциации неврологии и нейронаук, президент Российского общества по изучению боли.

## Научные труды
Автор более 500 научных публикаций, 20 монографий, руководств для врачей, учебников. Основные работы посвящены сомнологии, паркинсонизму, рассеянному склерозу, неврогенным болям, когнитивным нарушениям памяти, внимания, болезни Альцгеймера.